# Квантова флуктуація

3D візуалізація квантових флуктуацій хромодинамічного квантового вакууму

У квантовій фізиці квантова флуктуація (також відома як флуктуація стану вакууму або флуктуація вакууму) — це тимчасова випадкова зміна кількості енергії в точці простору,  згідно з принципом невизначеності Вернера Гейзенберга. Флуктуації являють собою дрібні довільні коливання значень полів, які представляють елементарні частинки. Наприклад електричних та магнітних полів, які представляють електромагнітну взаємодію, що переноситься фотонами, полів бозонів W і Z - елементарних частинок, що переносять слабку ядерну взаємодію, і полів глюонів, які несуть сильну ядерну взаємодію.  Флуктуації вакууму виглядають як віртуальні частинки, які завжди створюються в парах частинка–античастинка.  Оскільки вони створюються спонтанно без джерела енергії, вважається, що флуктуації вакууму та віртуальні частинки порушують закон збереження енергії. Теоретично це допустимо, оскільки частинки анігілюють одна одну в межах часу, установленого принципом невизначеності, тому їх неможливо спостерігати безпосередньо.  
Принцип невизначеності стверджує, що невизначеність енергії та часу можна пов’язати наступною формулою: {\displaystyle \Delta E\,\Delta t\geq {\tfrac {1}{2}}\hbar ~}, де  1/2 ħ 5.27286×10−35 Js. 
Це означає, що пари віртуальних частинок з енергією {\displaystyle \Delta E} і терміном існування коротше ніж {\displaystyle \Delta t} постійно створюються і знищуються в порожньому просторі. Хоча частинки не можна безпосередньо виявити, кумулятивний ефект цих частинок можна виміряти. Наприклад, без квантових флуктуацій «гола» маса (коли енергія зіткнення частинок прагне до нескінченності) і заряд елементарних частинок були б нескінченними; з теорії перенормування ефект екранування хмари віртуальних частинок відповідає за скінченну масу та заряд елементарних частинок. Іншим наслідком є ефект Казимира. Одним із перших спостережень, яке засвідчило флуктуації вакууму, був Лембів зсув у водні. У липні 2020 року вчені повідомили, що флуктуації квантового вакууму можуть впливати на рух макроскопічних об’єктів людського масштабу, вимірюючи кореляції нижче стандартної квантової межі між невизначеністю позиції та імпульсу дзеркал LIGO та невизначеністю числа та фази фотонів світла, які вони відбивають.   

## Коливання полів
У квантовій теорії поля усі поля зазнають квантових флуктуацій. Можна провести досить чітке розмежування між квантовими флуктуаціями та тепловими флуктуаціями квантового поля (принаймні для вільного поля; для взаємодіючих полів перенормування суттєво ускладнює справу). Ілюстрацію цієї відмінності можна побачити, розглядаючи квантові та класичні поля Клейна-Гордона:  Для квантованого поля Клейна-Гордона у вакуумному стані можна обчислити щільність ймовірності того, що ми спостерігатимемо конфігурацію {\displaystyle {\displaystyle \varphi _{t}(x)}} в момент часу t в термінах його перетворення Фур'є {\displaystyle {\displaystyle {\tilde {\varphi }}_{t}(k)}} бути
{\displaystyle \rho _{0}[\varphi _{t}]=\exp {\left[-{\frac {1}{\hbar }}\int {\frac {d^{3}k}{(2\pi )^{3}}}{\tilde {\varphi }}_{t}^{*}(k){\sqrt {|k|^{2}+m^{2}}}\;{\tilde {\varphi }}_{t}(k)\right]}~.}
На противагу цьому, для класичного поля Клейна–Гордона при ненульовій температурі щільність ймовірності Гіббса каже, що ми спостерігатимемо конфігурацію {\displaystyle {\displaystyle \varphi _{t}(x)}} на проміжку {\displaystyle t}
{\displaystyle \rho _{E}[\varphi _{t}]=\exp {[-H[\varphi _{t}]/k_{\mathrm {B} }T]}=\exp {\left[-{\frac {1}{k_{\mathrm {B} }T}}\int {\frac {d^{3}k}{(2\pi )^{3}}}{\tilde {\varphi }}_{t}^{*}(k){\scriptstyle {\frac {1}{2}}}(|k|^{2}+m^{2})\;{\tilde {\varphi }}_{t}(k)\right]}~.}
Ці розподіли ймовірностей ілюструють, що можлива будь-яка можлива конфігурація поля з амплітудою квантових флуктуацій, що контролюються постійною Планкою {\displaystyle \hbar }, так само як амплітуда теплових коливань контролюється {\displaystyle k_{\mathrm {B} }T}, де k B — постійна Больцмана. Зауважте, що наступні три моменти тісно пов’язані між собою:
1. Постійна Планка має одиниці дії (джоуль-секунди) замість одиниць енергії (джоулів),
2. квантовим ядром є {\displaystyle {\sqrt {|k|^{2}+m^{2}\,}}\,} замість {\displaystyle {\scriptstyle {\frac {1}{2}}}(|k|^{2}+m^{2})} (квантове ядро є нелокальним з точки зору класичного теплового ядра, але воно локальне в тому сенсі, що не дозволяє передавати сигнали),
3. стан квантового вакууму є лоренц-інваріантним, тоді як класичний тепловий стан – ні (класична динаміка є лоренц-інваріантною, але щільність ймовірності Гіббса не є лоренц-інваріантною початковою умовою).

Ми можемо побудувати класичне безперервне випадкове поле, яке має ту саму щільність ймовірності, що й стан квантового вакууму, так що принциповою відмінністю від квантової теорії поля є теорія вимірювання (вимірювання у квантовій теорії відрізняється від вимірювання для класичного безперервного випадкового поля тим, що в класичному вимірюванні завжди взаємно сумісні – у квантово-механічних термінах вони завжди комутують).

## Додаткова інформація
Ефект Казимира